# Ballo ballo/Dammi un bacio
Ballo ballo/Dammi un bacio è il ventunesimo singolo della cantante italiana Raffaella Carrà, pubblicato nel 1982 dall'etichetta discografica Hispavox e distribuito dalle CGD Messaggerie Musicali Milano.
Entrambi i brani fanno parte dell'album Raffaella Carrà 82, prodotto da Danilo Vaona per l'etichetta discografica Hispavox.
Arrangiamenti e direzione orchestrale Danilo Vaona.

## Ballo ballo
Sigla iniziale della terza edizione del celebre varietà del sabato sera Fantastico, che vide il ritorno della showgirl in Italia dopo quattro anni di tour in giro per il mondo.
Il video è disponibile sul DVD nel cofanetto Raffica Carrà del 2007.
Il brano divenne presto un grande successo, trascinando il singolo fino alla terza posizione nella classifica settimanale all'inizio del 1983 e chiudendo al diciassettesimo posto dei 45 giri più venduti di quell'anno.
L'introduzione strumentale, ripresa nella strofa, presenta un'evidente somiglianza con il ritornello di Eleanor Rigby dei Beatles, ma nessuno degli autori ha mai confermato o smentito di essersi ispirato a questo brano per la composizione.
Nel 1993 è stata eseguita una cover all'interno della trasmissione televisiva Non è la RAI cantata da Roberta Carrano, successivamente inserita nella compilation Non è la Rai sTrenna.
Nel 1999 nelle raccolte di remix Fiesta - I grandi successi per l'Italia e Fiesta - Grandes Éxitos per i mercati latini, Raffaella ripropone il brano in versione dance, rispettivamente cantandolo in italiano e in spagnolo (titolo Bailo bailo, testo di Ignacio Ballesteros).

Il 10 luglio 2023 la versione del 1999 viene certificata disco d'oro.

## Dammi un bacio
Presentata anch'essa all'interno della trasmissione Fantastico 3, è una cover della versione originale in spagnolo Dame un beso (testo di Ignacio Ballesteros).

## Tracce
Edizioni musicali Anteprima HIspavox.
Lato A
1. Ballo ballo – 3:00 (testo: Gianni Boncompagni – musica: Franco Bracardi, Gianni Boncompagni)

Lato B
1. Dammi un bacio – 3:08 (testo: Daniele Pace – musica: Danilo Vaona, Vincenzo Giuffré)

## Classifiche
| Classifica (1983) | Posizione massima |
| ----------------- | ----------------- |
| Italia            | 3                 |